# Gnesau
Gnesau is een gemeente in de Oostenrijkse deelstaat Karinthië, gelegen in het district Feldkirchen. De gemeente heeft ongeveer 1200 inwoners.

## Geografie
Gnesau heeft een oppervlakte van 78,68 km². Het ligt in het zuiden van het land. De gemeente ligt aan een Holzstrasse. De bevolking leeft vooral van het boeren en het werken in de houtindustrie. Tevens is het toerisme een belangrijke bron van inkomsten.

## Foto's

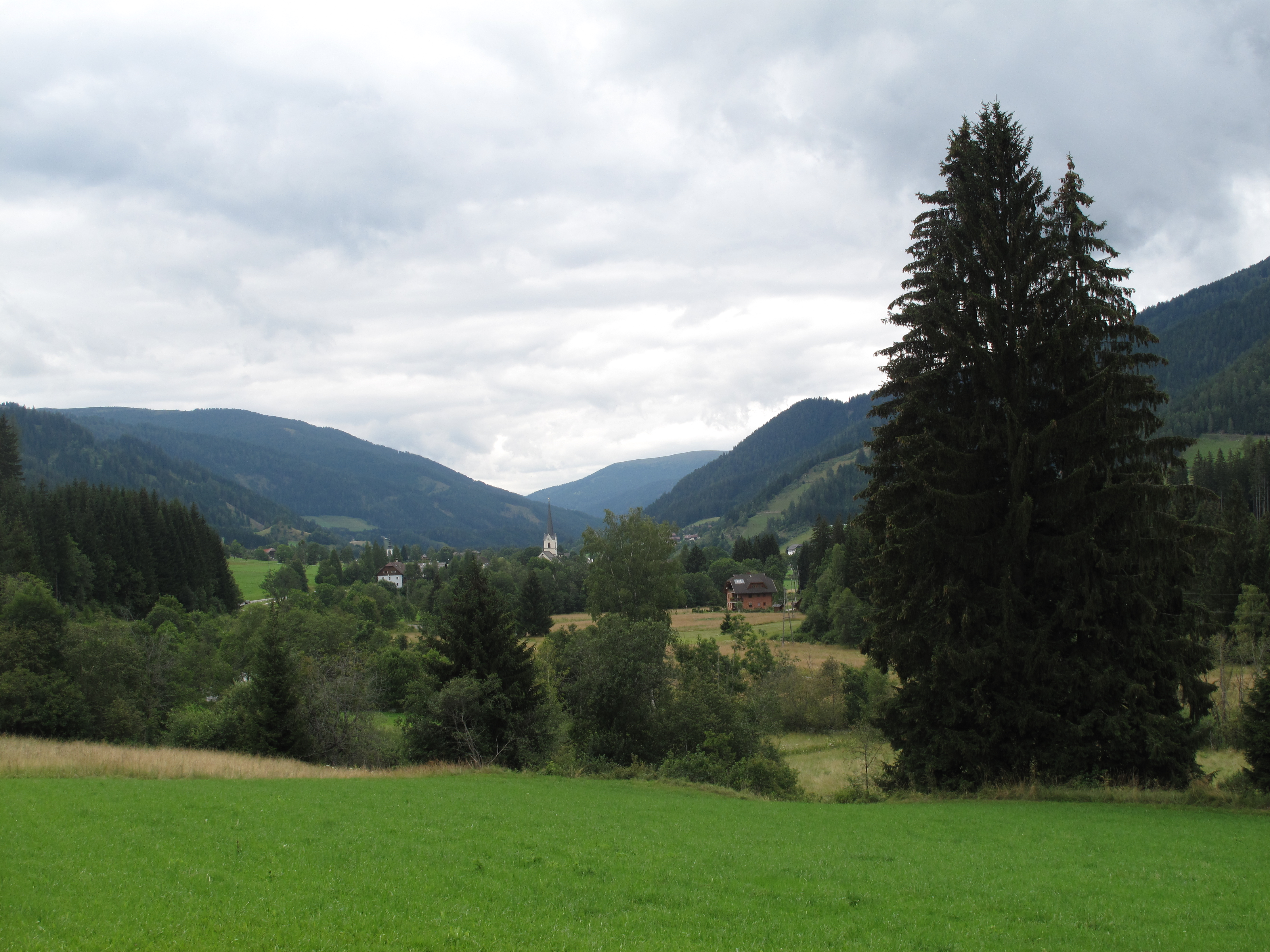
Weissenbach, dorpszicht
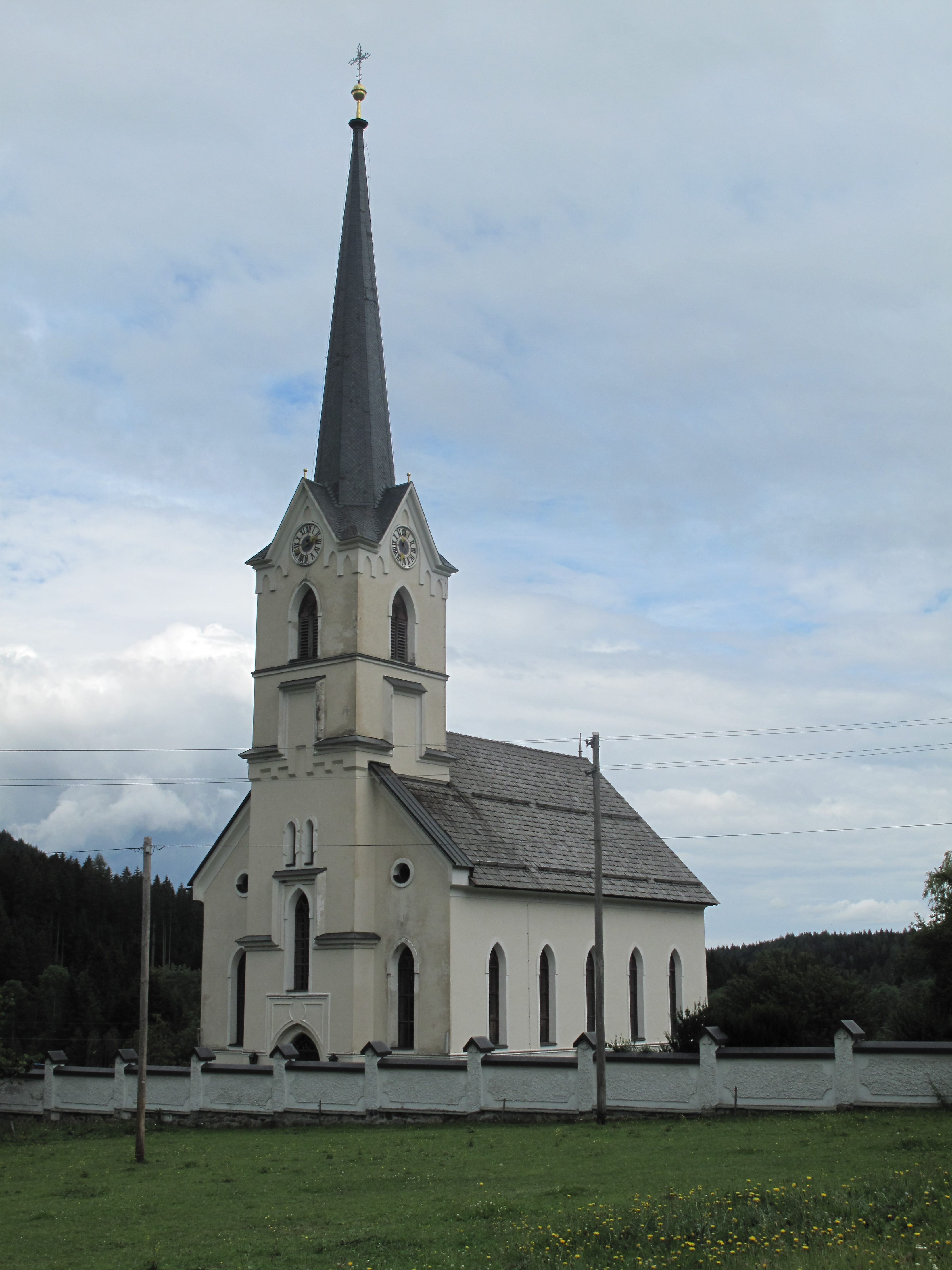
Weissenbach, kerk
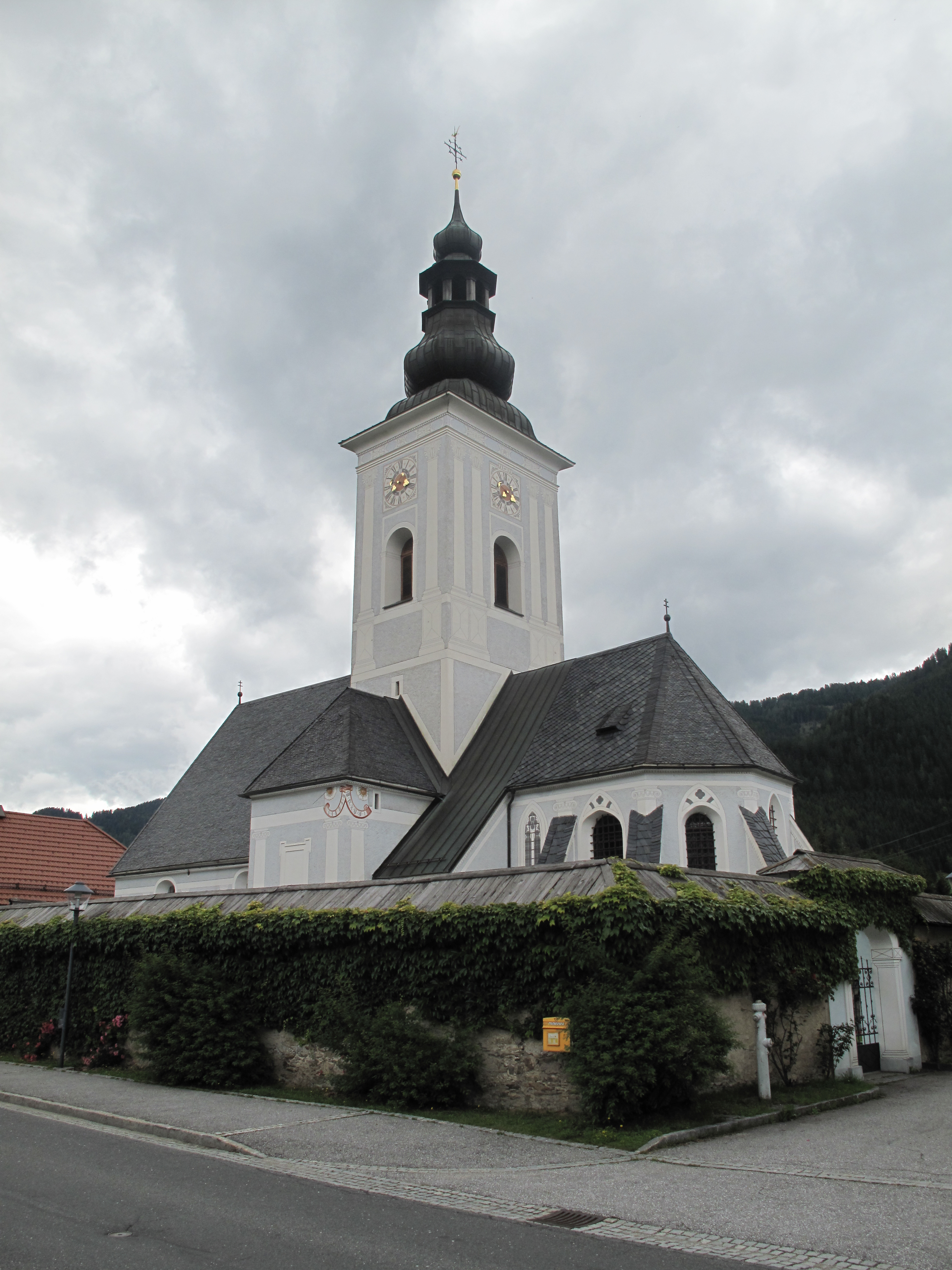
Gnesau, kerk
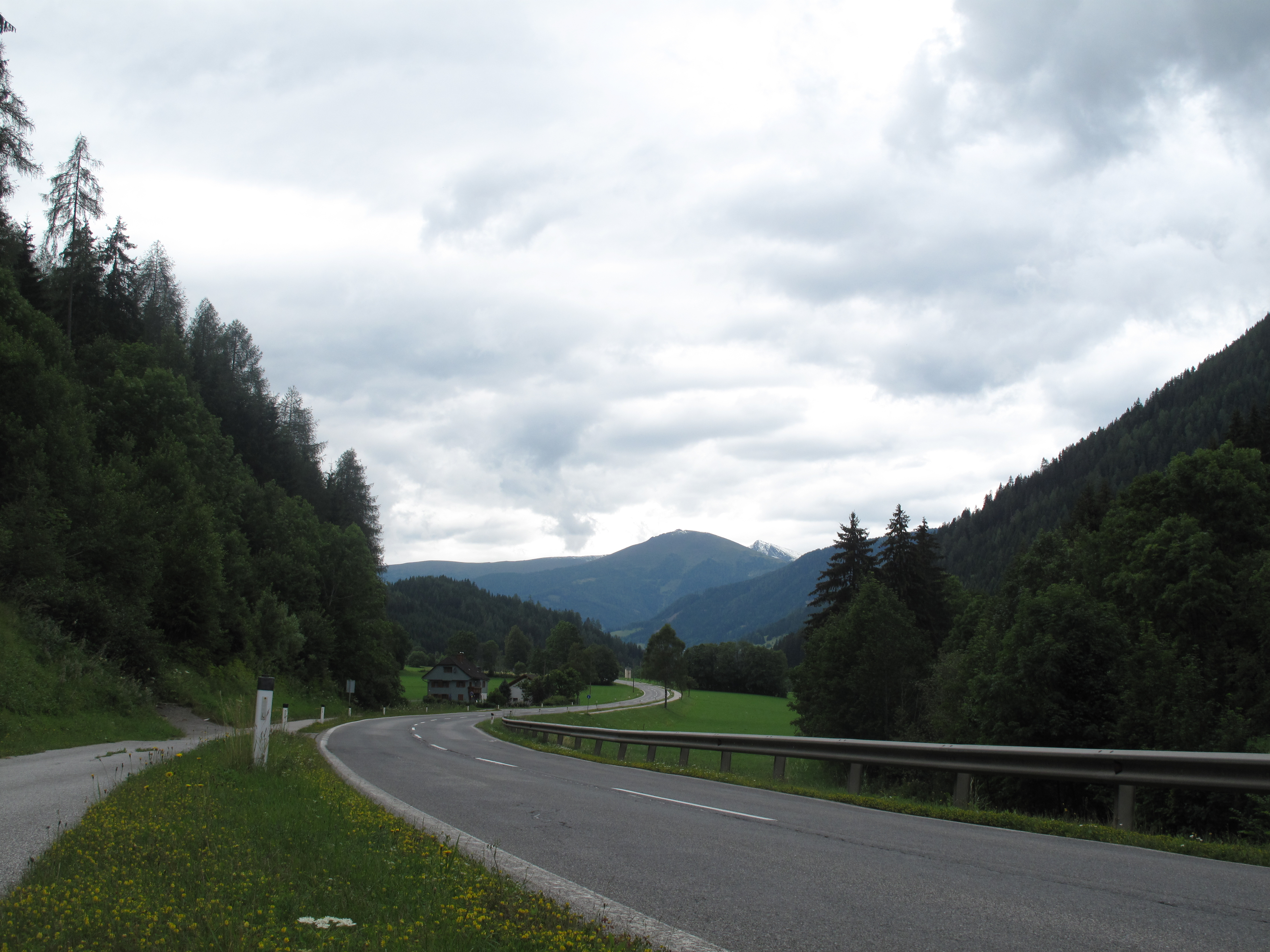
tussen Gnesau en Sankt Margarethen, panorama

Albeck · Feldkirchen · Glanegg · Gnesau · Himmelberg · Ossiach · Reichenau · Sankt Urban · Steindorf am Ossiacher See · Steuerberg
- Gemeinsame Normdatei: 4454449-2
- Nationale Bibliotheek van Tsjechië: ge369120
- Virtual International Authority File: 240525426
- WorldCat: E39PCjM7F8PGJD3yJ7xhmMWr9C